# Sociedad Kensington
La Sociedad Kensington fue una sociedad británica femenina localizada en el barrio londinense de Kensington creada en 1865 que se convirtió en foco de debate sobre los derechos de las mujeres y punto de encuentro donde las sufragistas organizaron las primeras campañas por el sufragio femenino, la educación superior y el derecho de las mujeres a tener propiedades. Se disolvio tres años después, en 1868.

## Historia
La sociedad, formada en marzo de 1865, se reunió en la casa de Kensington de su presidenta, Charlotte Manning, y disfrutó de una estrecha relación con las instituciones inglesas de educación superior factibles para las mujeres. La mayoría de los miembros eran mujeres jóvenes, solteras, educadas y de clase media. Nueve de las once componentes iniciales no estaban casadas, lo que sugiere un compromiso más amplio con el empoderamiento femenino. Formaron parte de la sociedad: Barbara Bodichon, Emily Davies, Frances Buss, Dorothea Beale, Jessie Boucherett, Elizabeth Garrett Anderson, Helen Taylor, Charlotte Manning, Anna Swanwick, Anne Clough y Rosamond Davenport Hill . Otra de las participantes del grupo fue Emilia Russell Gurney, esposa de Russell Gurney, quien introdujo una legislación en el parlamento sobre los derechos de las mujeres a la propiedad y al ejercicio de la medicina. Eran 33 miembros en su fundación oficial, 58 miembros al año siguiente y 67 en 1868 cuando la sociedad cerró.

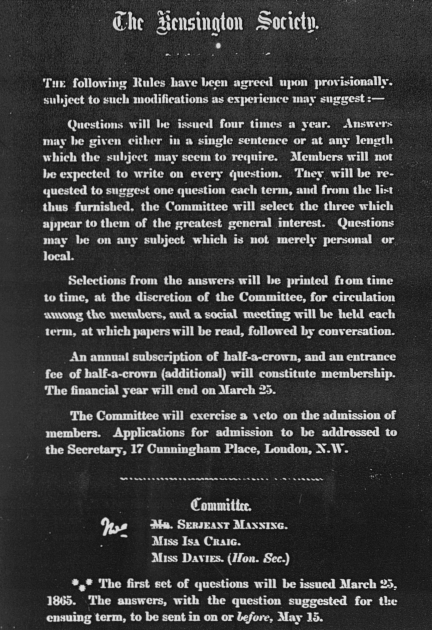
Reglas de la Sociedad Kensington

En aras de la máxima eficiencia y calidad de la discusión, cada miembro planteaba una pregunta de discusión antes de las reuniones. Charlotte Manning, Isa Craig y Emily Davies seleccionaban las tres preguntas de "mayor interés" para el grupo y las presentaban. Los miembros hacían intercambio de documentos de respuesta y los debatían en la siguiente reunión. Al dar a todas sus componentes la oportunidad de participar en debates y discusiones constructivas, la Sociedad permitió que mujeres competentes y educadas expresaran sus pensamientos sobre una mayor ampliación del sufragio y movimientos políticos más igualitarios. La sociedad cobraba la suma sustancial de dos chelines y seis peniques al año y la misma suma por cada reunión. Se utilizó la casa de Manning porque podía acoger el amplio número de mujeres que participaron en las reuniones. Algunas de las mujeres tenían confianza, mientras que otras usaban la sociedad como un lugar donde podían discutir una amplia gama de temas en privado. Las opiniones expresadas en las reuniones no se registraron, pero los temas elegidos incluyeron la obediencia de las hijas, si los niños y las niñas debían aprender los mismos temas y si las mujeres pueden aspirar a ser miembros del parlamento o magistradas si finalmente se lograra el derecho al voto.
El 28 de abril de 1866 Barbara Bodichon, Emily Davies y Jessie Boucherett miembros de esta sociedad redactaron una petición para reivindicar el derecho al voto de «todos los cabezas de familia, sin distinción de sexo, que posean propiedades o calificaciones de alquiler según lo determine su Honorable Cámara». Esta petición fue la primera de su tipo, pero de manera estratégica excluyó a las mujeres casadas, cuyos maridos con derecho al voto poseían sus propiedades y tenían el poder de desactivar el documento. La Sociedad Kensington se basó en las redes sociales para obtener 1.499 firmas. La Sociedad solicitó apoyo a Henry Fawcett y John Stuart Mill, miembros del Parlamento que se habían posicionado a favor del sufragio universal. Mill agregó una enmienda que otorgaba a las mujeres los mismos derechos políticos al Proyecto de Ley de Reforma en 1866 y con Fawcett la presentó al Parlamento. La legislatura derrotó la enmienda con una votación de 196 a 73, pero la Sociedad Kensington persistió.
Tras esta derrota, la sociedad decidió probar nuevas tácticas. El 5 de julio de 1867, pasó a llamarse Sociedad Nacional de Londres para el Sufragio de la Mujer y formó una federación flexible con un grupo similar con sede en Manchester y Edimburgo llamada Sociedad Nacional para el Sufragio de las Mujeres (NSWS). Eventualmente, 17 organizaciones similares se aliaron y se convirtieron en la Unión Nacional de Sociedades de Sufragio de Mujeres (NUWSS) y fueron clave para el éxito final del movimiento de sufragio femenino.
La Sociedad Kensington facilitó la discusión entre mujeres progresistas y motivadas del Londres del siglo XIX. Sus debates y acciones políticas sirvieron de base para los movimientos por el sufragio femenino y catalizaron la acción política. Varios de sus miembros continuaron abogando por el cambio hasta y más allá del punto en que las mujeres inglesas ejercieron el derecho al voto. Aunque solo estuvo oficialmente activa entre 1865 y 1868, la Sociedad Kensington desempeñó un papel crucial en el establecimiento del sufragio femenino en el Reino Unido.

## Otras lecturas
- Fawcett, Millicent Garrett. Women's Suffrage: A Short History of a Great Movement. New York: Source Books Press, 1970.
- Rosen, Andrew. Rise Up, Women! London: Routlegde & Kegan Paul, 1974.
- Oxford Dictionary of National Biography: "Kensington Society (act. 1865–1868)" (Ann Dingsdale)
- Rosen, Andrew: "Emily Davies and the Women's Movement, 1862-1867" - The Journal of British Studies, Vol. 19, No. 1 (1979)
- Metcalfe, Ethel E. Memoir of Rosamond Davenport-Hill Longmans, Green, and Co., London 1904